# Confessione di una ragazza
Confessione di una ragazza (One Girl's Confession) è un film del 1953, diretto da Hugo Haas. 

## Trama
La giovane Mary Adams lavora come cameriera in un locale di fianco al porto, di proprietà di Gregory Stark, che ha riscattato la ragazza da un orfanotrofio nel quale era finita anni prima alla morte del padre, che peraltro Stark aveva contribuito a rovinare finanziariamente. Mary si sente sfruttata dal Stark, e una notte si impossessa di una grossa somma di denaro, di provenienza più o meno lecita, che Gregory custodiva nella propria camera. Il giorno dopo, all'arrivo della polizia, Mary ammette disinvoltamente la propria colpa ma si rifiuta di dire dove ha nascosto il denaro. Viene condannata a cinque anni di carcere, nel corso dei quali è impiegata come aiutante dell'anziano giardiniere, che si intrattiene spesso con lei parlandole della potenza delle radici di un albero, che, nella crescita, rimuovono e dislocano qualsiasi ostacolo.
Mary viene scarcerata dopo tre anni, per buona condotta. Trova lavoro in un altro locale del porto, appartenente a Dragomie Damitrof, un appassionato di gioco d'azzardo con le carte, legato sentimentalmente a Smooch, che si ingelosisce. Mary fa la conoscenza inoltre di Johnny, un pescatore che ha in mente di ampliare la propria professione dotandosi di attrezzature all'avanguardia, per acquistare le quali intende chiedere un prestito alla banca. Mary, - che, supponendo di essere seguita, non ha ancora osato andare a riprendersi il bottino che aveva nascosto, - lo stupisce proponendogli, a nome di un'immaginaria amica, di offrirgli il denaro di cui ha bisogno, e di mettersi in società con lui. Ma dell'affare non si parla più, perché nel frattempo Dragomie non solo ha perso a carte tutti i suoi averi compreso il locale, ma ha anche commesso degli illeciti finanziari che lo porteranno in galera, a meno che non riesca a rifondere una data somma ai debitori entro il giorno successivo.
Mary allora gli rivela il luogo dove andare a dissotterrare il denaro che aveva nascosto. Dragomie si rende conto allora che Mary è colei che, anni prima, aveva commesso il furto ai danni di Gregory Stark; tuttavia le promette di non rivelare il fatto alla polizia, anche perché ciò andrebbe a suo discapito. E Mary si fida. Dopo ore di attesa, Dragomie, stanco e contrariato, torna da Mary, le dice di non aver trovato il denaro e la manda via in malo modo, furioso per essere stato preso in giro.
Dopo una malattia di qualche giorno che la costringe a letto, Mary ritorna al locale di Dragomie, senza trovarvelo. Il nuovo gestore la indirizza all'abitazione di Dragomie, che è sempre il proprietario. Mary, da una panchina di fronte alla casa di Dragomie, lo vede con abiti nuovi, un'auto nuova, e in compagnia di belle donne, mentre sta dando un party; non le è difficile allora rendersi conto che Dragomie l'ha ingannata, e se la sta spassando con i soldi di lei. Di primo mattino, quindi, quando gli invitati se ne vanno, ella penetra in casa e lo affronta. Dragomie è stordito dalla sbronza notturna, e fa per trattenere fisicamente Mary quando questa, per liberarsi, lo colpisce con una bottigliata in testa. Sopraggiunge Smooch, ed insieme guardano giacere a terra il corpo esanime dell'uomo. Mary spiega a Smooch la situazione, ed apprende da lei che i soldi che Dragomie sfoggiava gli provenivano da una strepitosa vincita in una fortunata mano di carte di pochi giorni prima.
Mary si dirige allora al nascondiglio del denaro, e trova la cassetta che lo contiene ad una certa distanza dal luogo presunto, dove Dragomie aveva scavato, spostata negli anni dalle radici di un albero in crescita. Torna in città e lascia la cassetta al di là del cancelletto chiuso di un orfanotrofio, poi va a costituirsi. Alla stazione di polizia vengono fatti degli accertamenti telefonici, e Dragomie risulta essere vivo, per quanto contuso. Mary torna all'orfanotrofio, ma vede una suora dell'istituto che ha appena ritirato la cassetta col denaro.
Tempo dopo Mary incontra al porto Dragomie, che si scusa per averla cacciata e le offre di nuovo lavoro al locale. Intanto l'imbarcazione di Johnny sta salpando per una battuta di pesca, e Mary parte con lui.

## Distribuzione
Il film è uscito nelle sale cinematografiche negli Stati Uniti il 6 aprile 1953. Il suo primo passaggio televisivo è avvenuto nella Germania Ovest nell'ottobre 2000, con il titolo Geständnis eines Mädchens.
Confessione di una ragazza è stato edito in DVD (con il titolo One Girl's Confession) a cura della Sony Pictures Entertainment nel 2010 come parte della collana Bad Girls of Film Noir Volume II. Lo slogan promozionale recita: "Sono la ragazza che ogni uomo vorrebbe… ma non dovrebbe sposare"- 
Il film è preservato nell'Archivio cine-televisivo (Film & Television Archive) dell'Università della California, Los Angeles, dove è stato proiettato nel 2008 come parte della retrospettiva "Cool Drinks of Water: Columbia's Noir Girls of the '40s and '50s". 